# FIFA
La FIFA (in francese Fédération Internationale de Football Association, lett. "Federazione internazionale di calcio") è la federazione internazionale che governa gli sport del calcio, del calcio a 5 e del beach soccer. La sua sede si trova a Zurigo, in Svizzera, e l'attuale presidente è Gianni Infantino, eletto nel 2016.
La federazione fu fondata a Parigi il 21 maggio 1904 e si occupa dell'organizzazione di tutte le manifestazioni intercontinentali degli sport sopraccitati, tra le quali la più importante è sicuramente il campionato mondiale di calcio, che premia il vincitore con il trofeo della Coppa del Mondo. Tale torneo viene disputato ogni quattro anni dal 1930, eccetto che per il 1942 e il 1946 a causa della seconda guerra mondiale, e la federazione ha il compito di scegliere il paese organizzatore che ospita la fase finale della manifestazione.

## Struttura

### Organi istituzionali

Logo e motto della FIFA usati dal 1999 al 2007

Bandiera della FIFA (in uso dal 2018)

L'organo supremo della FIFA è il Congresso, un'assemblea composta dai rappresentanti di ciascun membro associato, un voto capitario per ognuna delle federazioni affiliate (209 a marzo 2016). Si riunisce con cadenza annuale, oltre ad alcune sessioni straordinarie tenutesi una volta all'anno a partire dal 1998. Solo il Congresso può stabilire le modifiche da apportare allo statuto della FIFA.
Inoltre il Congresso elegge il Presidente, il Segretario Generale e gli altri membri del Consiglio FIFA (ex Comitato Esecutivo), approva il bilancio. Il Presidente ed il Segretario Generale sono i principali funzionari della FIFA e si occupano della sua ordinaria amministrazione, portata avanti dal Segretariato Generale, assieme al suo staff di circa 280 membri.
Il Consiglio FIFA, guidato dal Presidente, è l'organo decisionale della FIFA tra un Congresso e l'altro. La federazione calcistica mondiale può contare, inoltre, su altre organizzazioni, sotto l'egida del Consiglio o create dal Congresso come comitati permanenti, tra cui la Commissione Finanze, la Commissione Disciplinare, la Commissione Arbitrale ecc.

### Presidenti
| N. | Anni           | Presidente             | Note               |
| -- | -------------- | ---------------------- | ------------------ |
| 1  | 1904-1906      | Robert Guérin          |                    |
| 2  | 1906-1918      | Daniel Burley Woolfall | Deceduto in carica |
| -  | 1918-1921      | Cornelis Hirschman     | Ad interim         |
| 3  | 1921-1954      | Jules Rimet            |                    |
| 4  | 1954-1955      | Rodolphe Seeldrayers   | Deceduto in carica |
| 5  | 1955-1961      | Arthur Drewry          | Deceduto in carica |
| -  | 1961           | Ernst Thommen          | Ad interim         |
| 6  | 1961-1974      | Stanley Rous           |                    |
| 7  | 1974-1998      | João Havelange         |                    |
| 8  | 1998-2015      | Sepp Blatter           | Incriminato        |
| -  | 2015-2016      | Issa Hayatou           | Ad interim         |
| 9  | 2016-in carica | Gianni Infantino       |                    |

### Segretari Generali
| Periodo   | Segretario Generale       | Note                               |
| --------- | ------------------------- | ---------------------------------- |
| 1904-1906 | Louis Muhlinghaus         |                                    |
| 1906-1931 | Cornelis Hirschman        |                                    |
| 1931-1951 | Ivo Schricker             |                                    |
| 1951-1960 | Kurt Gassmann             |                                    |
| 1960-1981 | Helmut Käser              |                                    |
| 1981-1998 | Sepp Blatter              |                                    |
| 1998-2002 | Michel Zen-Ruffinen       |                                    |
| 2002-2007 | Urs Linsi                 |                                    |
| 2007-2015 | Jérôme Valcke             | Sospeso per lo scandalo corruzione |
| 2015-2016 | Markus Kattner            | Ad interim                         |
| 2016-2023 | Fatma Samba Diouf Samoura |                                    |
| 2023-     | Mattias Grafström         |                                    |

### Sei confederazioni e 211 associazioni nazionali

Planisfero con le sei confederazioni riconosciute dalla FIFA

Alla FIFA fanno capo le sei diverse confederazioni (riconosciute ufficialmente dalla federazione) a cui spetta l'organizzazione e la supervisione dell'attività calcistica nei vari continenti del mondo:
- Asian Football Confederation (AFC) – in Asia
- Confédération Africaine de Football (CAF) – in Africa
- Confederation of North, Central American and Caribbean Association Football (CONCACAF) – in America settentrionale e America centrale
- Confederación sudamericana de Fútbol (CONMEBOL) – in America meridionale
- Oceania Football Confederation (OFC) – in Oceania
- Union of European Football Associations (UEFA) – in Europa

Le confederazioni continentali sono contemplate nello statuto FIFA. Le associazioni nazionali (come ad esempio la FIGC) sono membri della FIFA e possono richiedere l'affiliazione sia alla FIFA sia alla confederazione a cui appartengono geograficamente, salvo diverse eccezioni. Ad esempio, diverse federazioni che rappresentano nazioni i cui territori, dal punto di vista geografico, travalicano i confini tra Asia ed Europa, come la Russia, la Turchia, Cipro, l'Armenia, l'Azerbaigian e la Georgia, sono affiliate all'UEFA; un caso particolare, in tal senso, è quello di Israele, completamente in territorio asiatico, ma affiliato all'UEFA dal 1994 per ragioni politiche, dopo esser stato a lungo membro dell'AFC. Ci sono poi stati altri cambi di affiliazione, come il Kazakistan, passato dall'AFC all'UEFA nel 2002 e l'Australia, passata dall'OFC all'AFC nel gennaio del 2006. Allo stesso modo, la Guyana, il Suriname e la Guyana francese appartengono alla CONCACAF, pur risiedendo in America meridionale.
In totale la FIFA riconosce 211 federazioni calcistiche, a cui sono affiliate 211 Nazionali di calcio maschili e 129 Nazionali di calcio femminili (per maggiori dettagli, si veda Nazionale di calcio e Lista dei codici FIFA); pertanto risulta avere più membri delle Nazioni Unite, in quanto riconosce anche federazioni non appartenenti ad uno Stato sovrano, come ad esempio quelle delle quattro Home Nations britanniche.
Le Nazionali maschili vengono valutate mensilmente tramite la classifica mondiale della FIFA, mentre quelle femminili a cadenza trimestrale attraverso la classifica mondiale femminile della FIFA.

## Competizioni FIFA

### Competizioni per squadre nazionali

#### Esistenti
- Coppa del mondo FIFA
- Coppa del Mondo femminile FIFA
- Torneo olimpico di calcio maschile
- Coppa del Mondo U-20
- Coppa del Mondo U-17
- Torneo olimpico di calcio maschile giovanile (U-15)
- Torneo olimpico di calcio femminile
- Coppa del Mondo femminile U-20
- Coppa del Mondo femminile U-17
- Torneo olimpico di calcio femminile giovanile (U-15)
- Coppa del Mondo FIFA di calcio a 5
- Coppa del Mondo FIFA di beach soccer

#### Soppresse
- FIFA Confederations Cup

### Competizioni per club
- Coppa del mondo per club FIFA
- Coppa Intercontinentale FIFA
- Blue Stars/FIFA Youth Cup
- Coppa del mondo femminile per club FIFA[8]
- Coppa intercontinentale di Futsal
- Coppa intercontinentale di Futsal femminile

### Altri tornei
- FIFA eWorld Cup

### Detentori dei titoli

I luoghi in cui si sono svolti uno o più Mondiali FIFA, inclusi tutti i tornei maschili e i femminili e un campionato mondiale organizzato in condivisione da 2 paesi, come nel caso della Corea del Sud e del Giappone

|                                         | Maschili           | Femminili          |
| --------------------------------------- | ------------------ | ------------------ |
| Coppa del mondo                         | Argentina (2022)   | Spagna (2023)      |
| Torneo olimpico                         | Spagna (2024)      | Stati Uniti (2024) |
| Coppa del mondo U-20                    | Uruguay (2023)     | Spagna (2022)      |
| Coppa del mondo U-17                    | Germania (2023)    | Spagna (2022)      |
| Coppa del mondo di Futsal               | Portogallo (2021)  | —                  |
| Torneo olimpico giovanile di calcio a 5 | Brasile (2018)     | Portogallo (2018)  |
| Coppa del mondo di Beach Soccer         | Brasile (2024)     | —                  |
| Coppa araba FIFA                        | Algeria (2021)     | —                  |
| Coppa del mondo per club                | Chelsea (2025)     | —                  |
| Coppa Intercontinentale FIFA            | Real Madrid (2024) | —                  |
| Blue Stars/FIFA Youth Cup               | Salisburgo (2024)  | Arsenal (2024)     |
| FIFA eWorld Cup                         | Germania           | Germania           |

## Riconoscimenti e premi
Dal 1991 al 2009 la FIFA assegnava ogni anno il FIFA World Player of the Year al miglior calciatore e alla miglior calciatrice nel corso di un'apposita cerimonia. Nel 2010 tale premio è stato unito al Pallone d'oro, dando vita al Pallone d'oro FIFA.
Inoltre la FIFA ha provveduto a stilare vari elenchi di riconoscimento dei migliori calciatori a livello mondiale, tra cui il FIFA World Cup All-Time Team (1994), il FIFA World Cup Dream Team (2002) e il FIFA 100 (2004).

## Regole
Le leggi che governano il gioco del calcio non sono un'esclusiva della FIFA, ma sono regolate congiuntamente con l'International Football Association Board (IFAB), composta da 8 membri, di cui una metà in rappresentanza della FIFA e l'altra metà in rappresentanza delle 4 federazioni britanniche di Inghilterra, Scozia, Galles e Irlanda del Nord. Qualsiasi modifica apportata alle regole del calcio deve essere approvata da almeno i 3/4 dei delegati (ossia 6 su 8).

## Sponsor FIFA
- Adidas
- Coca-Cola
- Hyundai/Kia Motors
- Lenovo
- Qatar Airways
- Saudi Aramco
- Visa

## FIFA+
Nell'aprile 2022 la FIFA ha lanciato FIFA+, un servizio OTT che fornisce fino a 40.000 partite in diretta all'anno, comprese 11.000 partite femminili. È stato inoltre confermato che la FIFA renderà disponibili contenuti d'archivio, comprese tutte le partite della Coppa del Mondo FIFA e della Coppa del Mondo femminile FIFA registrate sulla telecamera, insieme al contenuto del documentario originale. In seguito è stato segnalato che Eleven Sports era responsabile del popolamento della piattaforma FIFA+ con partite in diretta.

## Corruzione
Il 27 maggio 2015 una maxi inchiesta internazionale ha sconvolto la FIFA con l'arresto di sette massimi dirigenti. In manette finiscono: 
- Jeffrey Webb, vicepresidente esecutivo FIFA, presidente della Federazione calcistica delle Isole Cayman e presidente della CONCACAF
- Eugenio Figueredo vicepresidente FIFA ed ex presidente della Federazione calcistica dell'Uruguay e della CONMEBOL.[17]
- Eduardo Li, presidente della Federazione calcistica della Costa Rica e membro del Comitato esecutivo FIFA.[18]
- Julio Rocha, presidente della Federazione calcistica del Nicaragua e responsabile dell'Ufficio Sviluppo FIFA.[19]
- Rafael Esquivel, presidente della Federazione calcistica del Venezuela e membro della Commissione disciplinare FIFA[20]
- José Maria Marin, ex presidente della Federazione calcistica del Brasile e membro della Commissione dei Mondiali e della Confederation Cup[21]
- Costas Takkas, ex segretario della Federazione calcistica delle Isole Cayman e membro dell'Ufficio di Presidenza CONCACAF

Risultano indagati anche quattro membri del Comitato esecutivo. Gli arresti vengono eseguiti presso il lussuoso Hotel Baur Au Lac di Zurigo alle prime luci dell'alba dalla polizia elvetica su richiesta del FBI in una indagine coordinata direttamente dal Dipartimento di Giustizia USA, secondo cui si sarebbe costituita una fitta rete di corruzioni nel calcio mondiale che negli ultimi 20 anni avrebbe influenzato accordi di marketing, diritti TV e addirittura l'assegnazione dei Mondiali di calcio per una corruzione quantificata in oltre 100 milioni di dollari. L'inchiesta si è concentrata con particolare attenzione sull'assegnazione dei Mondiali in questione (Russia 2018 e Qatar 2022) ma, secondo la giustizia americana, anche il calcio mondiale degli ultimi 24 anni sarebbe stato inquinato, come una presunta tangente da 10 milioni versata nel 2004 ai dirigenti per avere il Mondiale in Sudafrica nel 2010 o del centenario della Copa América del 2016. La retata ha provocato notevoli reazioni anche sul piano internazionale, con il presidente russo Vladimir Putin in persona che ha parlato di indebite ingerenze USA per condizionare il calcio, ribadendo la trasparenza nella scelta che ha portato alla designazione della Russia per i prossimi Mondiali, mentre il primo ministro inglese David Cameron ha chiesto pulizia nei vertici del calcio mondiale. Il portavoce del presidente Blatter, in corsa per un quinto mandato consecutivo, ha negato suoi coinvolgimenti, venendo tuttavia subito smentito dal Dipartimento USA, che lo ha indagato senza tuttavia incriminarlo. Il presidente della UEFA Michel Platini si è detto disgustato dal livello di corruzione della FIFA, chiedendo le dimissioni immediate di Blatter ed il rinvio delle elezioni, mentre il presidente della AFC Salman Bin Ibrahim Al-Khalifa ha espresso il pieno sostegno a Blatter e la conferma delle elezioni. Tuttavia, nonostante gli scandali che hanno colpito direttamente il suo sistema di potere, il presidente Blatter, all'apertura del Congresso a Zurigo, ha dichiarato la sua estraneità, giustificandosi di non poter "sapere tutto" e continuando a correre da candidato, mentre il suo unico sfidante, il vicepresidente FIFA e principe di Giordania Ali ibn al-Husayn (su cui sono convenuti anche gli altri due candidati alla presidenza ritiratisi, il presidente della Federazione calcistica dei Paesi Bassi Michael Van Praag e l'ex fuoriclasse di Barcellona e Real Madrid Luís Figo), ha ricevuto l'appoggio della stragrande maggioranza dell'UEFA, guidata da Michel Platini, per portare un reale cambiamento.
Dopo soltanto quattro giorni dalla sua rielezione, il 2 giugno, Blatter si è dimesso dalla carica di presidente, che deteneva da quasi 17 anni. Il 26 febbraio è stato eletto come suo successore Gianni Infantino.
Durante le indagini per la presunta tangente da 10 milioni di euro pagata per l'assegnazione dei mondiali al Sudafrica nel 2010, Danny Jordaan, presidente della Federazione calcistica del Sudafrica e organizzatore dell'evento, ha ammesso che nel 2008 non ci fu un pagamento, ma solo un fondo per la CONCACAF per favorire lo sviluppo del calcio nei Caraibi. Chuck Blazer, ex manager della FIFA, ha aggiunto inoltre che delle tangenti furono pagate non solo per Sudafrica 2010 ma anche per Germania 2006 e Francia 1998.
John Delaney, direttore generale della Federazione calcistica dell'Irlanda, ha affermato che la FIFA aveva pagato alla FAI 5 milioni di euro per evitare azioni legali dopo il gol di William Gallas, facilitato da un fallo di mano di Thierry Henry, che aveva negato la qualificazione della nazionale irlandese al mondiale del 2010 in favore di quella francese.
L'8 giugno 2015 viene arrestato il funzionario della FIFA Alejandro Burzaco. Ricercato dall'INTERPOL per riciclaggio di denaro tramite la compravendita dei diritti televisivi, l'imprenditore argentino, che era riuscito a sfuggire all'FBI a Zurigo recandosi a Bolzano, si costituisce alle autorità del capoluogo altoatesino.
Nel frattempo, l'8 ottobre, Sepp Blatter, Michel Platini, Jerome Valcke e Worawi Makudi vengono sospesi per 90 giorni dal Comitato etico perché posti sotto indagine. La reggenza ad interim della federazione passa così al camerunese Issa Hayatou, presidente della CAF, anch'esso sotto indagine per aver ammesso di aver intascato tangenti.
Il 21 ottobre vengono confermate le indagini: Blatter è accusato di gestione fraudolenta e appropriazioni indebita, mentre Platini avrebbe percepito 2 milioni di franchi svizzeri nel 2011 come compenso dalla FIFA (dunque Blatter) per lavori svolti dal 1999 al 2002. Chung Mong Joon viene squalificato per sei anni, Jack Warner, Mohamed bin Hammam e Chuck Blazer a vita, mentre Nicolás Leoz viene sospeso dal suo incarico dopo aver ricevuto un mandato di arresto dal governo degli Stati Uniti. Il vicepresidente della UEFA Ángel María Villar Llona e Franz Beckenbauer vengono posti sotto indagine per essersi rifiutati di collaborare con il Comitato etico nell'indagine riguardante l'assegnazione dei Mondiali 2018 alla Russia e del 2022 al Qatar.
Due mesi dopo, il 21 dicembre, il Comitato etico della FIFA giudica Sepp Blatter e Michel Platini colpevoli di corruzione e li condanna a 8 anni di squalifica. A seguito della condanna, Platini non ha potuto candidarsi alle elezioni presidenziali FIFA tenutesi il 26 febbraio 2016.
Il 25 maggio 2018 la magistratura elvetica ha scagionato ufficialmente Platini da ogni accusa, non ravvisando reati nel suo operato; nell'occasione l'entourage di Platini ha rimarcato la tesi secondo cui le false accuse rivolte nei suoi confronti erano in realtà mirate unicamente a delegittimarne la carriera dirigenziale.
Il 24 marzo 2021 il comitato etico della FIFA sanziona Sepp Blatter e l'ex segretario generale Jerome Valcke con una squalifica di 6 anni e 8 mesi per "varie violazioni del codice etico", e con un'ammenda da un milione di franchi.